# シレシテス
シレシテス（学名：Silesites）は、シレシテス科に分類されるアンモナイトの属。この属の種は、動きが速い遊泳肉食動物であった。本属は白亜紀のバレミアンに生息していた。この属のタイプ種はシレシテス・セラノニス（Silesites seranonis）である。

## 概要
この属の種の化石は、南極、フランス、ハンガリー、イタリア、メキシコ、モロッコ、スロバキア、スペインの白亜紀の堆積物から発見されている。

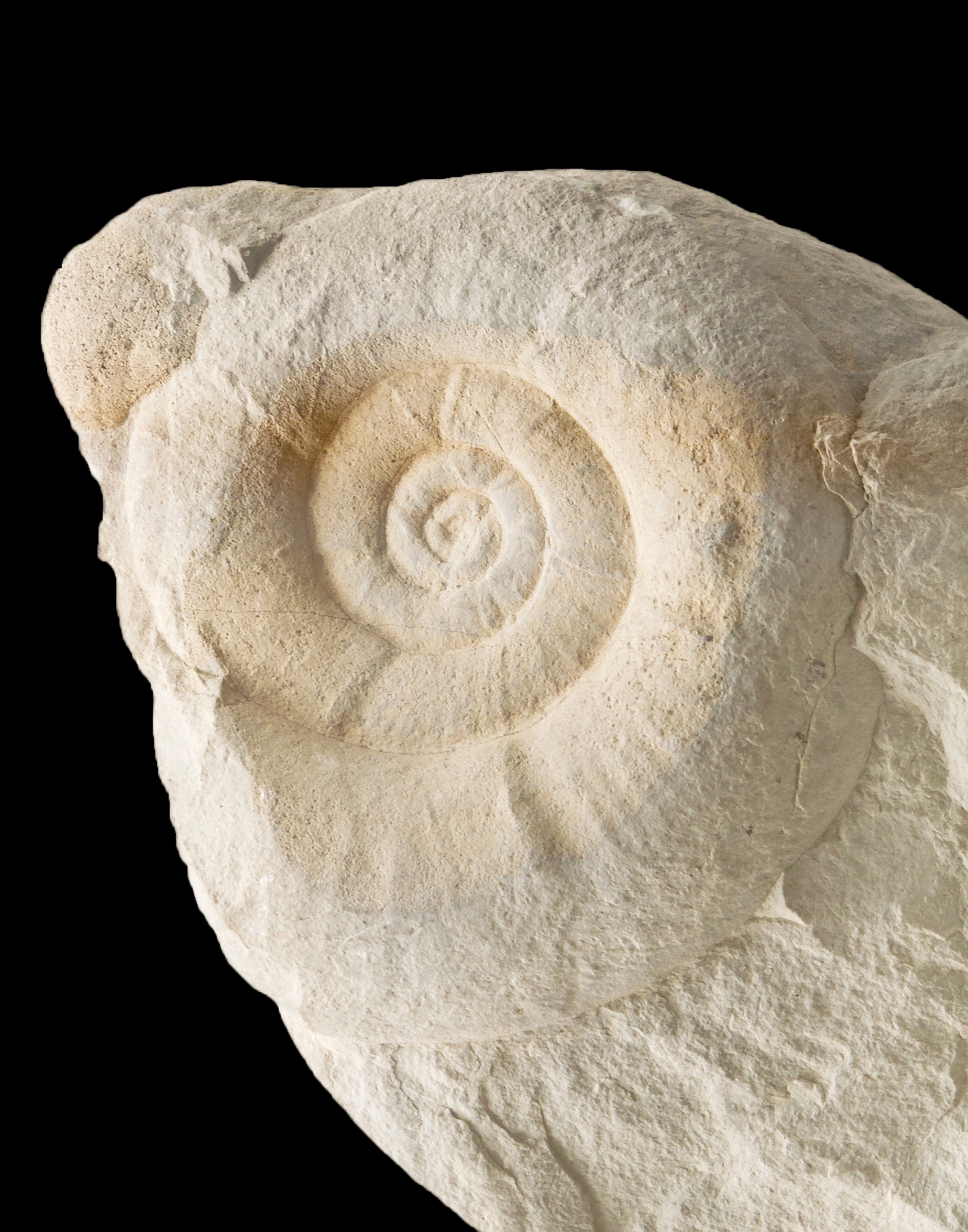
Silesites vulpes